# Maurice Lamy
Pour les articles homonymes, voir Maurice Lamy (médecin) et Lamy.
 (octobre 2015).
Si vous disposez d'ouvrages ou d'articles de référence ou si vous connaissez des sites web de qualité traitant du thème abordé ici, merci de compléter l'article en donnant les références utiles à sa vérifiabilité et en les liant à la section « Notes et références ».
Maurice Lamy, né le 17 novembre 1963 à Paris, est un acteur français.

## Biographie
Maurice Lamy a tenu de nombreux seconds rôles : Delicatessen, La Vengeance d'une blonde, La Vis, ou encore Iznogoud. En 2008, il est captain Cold dans la série de Simon Astier, Hero Corp.
Reconnaissable à sa petite taille et à son physique singulier, Maurice Lamy  a participé à de nombreux premiers films tels que ceux de Luc Besson, Jean-Pierre Jeunet et Marc Caro, Arthur Joffé, François Hanss, Paul Boujenah, Josiane Balasko, Pierre-Henry Salfati, etc.
Notamment connu pour avoir été le protagoniste des publicités Orangina rouge, il est souvent confondu par le grand public avec l'humoriste Booder, avec qui il a une certaine ressemblance.

### Formation
- Cours Simon 2 ans/ Cours Florent (2 ans/classe libre) [réf. souhaitée]
- Stage de 6 mois « Arts de la rue » (financement AFDAS) [réf. souhaitée]
- Stage de clown, mime, commedia dell’arte, improvisation [réf. souhaitée]

## Filmographie

### Cinéma
- 1981 : Les Bidasses aux grandes manœuvres de Raphaël Delpard : Le clairon
- 1982 : Le Dernier Combat de Luc Besson : Dwarf
- 1983 : Le Faucon de Paul Boujenah : Le client de la prostituée
- 1983 : Gwendoline de Just Jaeckin
- 1984 : Harem d'Arthur Joffé : Achmet
- 1985 : Sac de nœuds de Josiane Balasko : Le petit homme
- 1986 : Le Miraculé de Jean-Pierre Mocky
- 1987 : Agent trouble de Jean-Pierre Mocky : Le gnome
- 1988 : Tuel de Pierre-Henri Salfati (court-métrage)
- 1989 : Foutaises de Jean-Pierre Jeunet (Court-métrage) : L'homme aveugle
- 1989 : Tolérance de Pierre-Henry Salfati
- 1990 : Alberto Express d'Arthur Joffé : Le serveur du couloir
- 1991 : Delicatessen de Marc Caro et Jean-Pierre Jeunet : Pank
- 1993 : La Vis de Didier Flamand (court-métrage)
- 1993 : Le Moulin de Daudet de Samy Pavel : Carrigou
- 1993 : La Vengeance d'une blonde de Jeannot Szwarc : L'albinos
- 1994 : Prêt-à-porter de Robert Altman
- 1994 : Tête à claques de Jean-François Rémi (court-métrage)
- 1996 : Dites-le avec les mains de Daniel Hiquet (court-métrage)
- 1997 : On va nulle part et c'est très bien de Jean-Claude Jean : Momo
- 1997 : Confliteor (+ réalisateur, scénariste) (court-métrage)
- 1997 : Capitaine au long cours de Bianca Conti Rossini : Peter
- 1998 : Que la lumière soit d'Arthur Joffé : Le fou #1
- 2002 : Le Raid de Djamel Bensalah : Le tailleur de Carlito
- 2003 : Corps à corps de François Hanss et Arthur-Emmanuel Pierre : Le patron du Moon Side
- 2003 : Une journée ordinaire (+ réalisation, scénariste, producteur délégué) (court-métrage)
- 2004 : Iznogoud de Patrick Braoudé : Le conseiller Pullmankar

### Télévision
- 1989 : A Fine Romance (Téléfilm) : Un policier
- 2008 : Hero Corp, de Simon Astier (Série TV) : Allen
- 2015 : Falco, de Julien Delpaux (Série TV) : Le légiste

### Publicité
- Série de spots publicitaires pour le produit « Orangina rouge, à l'orange sanguine » (dont le premier est La Bûche de Noël, diffusé pour la première fois à la télévision française en 1997)

## Théâtre
- 1989 : Lapin chasseur, mise en scène Jérôme Deschamps
- 1991 : Les brumes de Manchester, mise en scène Robert Hossein
- 2003 à 2015 : Spectacles de Rues pour Les Petits Souliers
- 2011-2012: Toulouse Lautrec, de Maurice Lamy
- 2013 : Toulouse Lautrec, de Maurice Lamy (Athénée Théâtre)
- 2016 : "La vie de Toulouse Lautrec" de et mise en scène de Maurice Lamy (Théâtre du Gymnase)[2]